# Regering-De Theux de Meylandt I
De regering-De Theux de Meylandt I (4 augustus 1834 - 18 april 1840) was een Belgische unionistische regering. Ze volgde de regering-Goblet-Lebeau op en werd opgevolgd door de regering-Lebeau.

## Verloop
Nadat de regering-Goblet-Lebeau in conflict kwam met minister van Oorlog Louis Evain, besloot koning Leopold I om de katholieken Barthélémy de Theux de Meylandt en Felix de Mûelenaere te vragen om zich met een regeringsherschikking bezig te houden. Nadat de ministers Charles Rogier en Joseph Lebeau dit te weten kwamen, nam de regering op 1 augustus 1834 ontslag. De Theux kreeg de opdracht om een nieuwe regering te vormen en was hiermee klaar op 4 augustus.
De regering-de Theux de Meylandt I streefde naar verzoening met de voormalige buitenlandse en binnenlandse vijanden van het regime. De Theux kwam in de frontlinie te staan bij de dramatische tijd van toepassing van het Verdrag der XXIV Artikelen, wanneer eindelijk koning Willem I besliste dat hij er zich wilde bij neerleggen. De Theux kon de financiële lasten die aan België waren opgelegd verzachten maar over de gebiedsafstand was elke onderhandeling vergeefs. Een opgezweepte publieke opinie verstond niet dat de helft van Limburg en Luxemburg moest worden afgestaan. In de Kamer werd De Theux voor verrader uitgescholden, maar hij verloor zijn kalmte niet. Hij kon een meerderheid van de Kamerleden en senatoren overtuigen dat de aanvaarding de enige juiste weg was.
Toen bleek dat de regering de in ongenade gevallen generaal Jacques Van der Smissen in zijn graad van luitenant-generaal had hersteld, kwam het tot een heftig debat bij de bespreking van de begroting voor het departement Oorlog. Bij de stemming over een motie ingediend door Barthélemy Dumortier bleek dat de regering geen meerderheid had en op 14 maart 1840 nam de Theux ontslag als voorzitter van de ministerraad.

### Maatregelen
- de Wet van 27 september 1835 over het hoger onderwijs;
- de Wet van 29 december 1835 over de posterijen;
- de Gemeentewet van 30 maart 1836;
- de Provinciewet van 20 april 1836;
- de Wet van 15 mei 1838 betreffende de organisatie van de jury;
- de Wet van 24 mei 1838 betreffende de organisatie van het leger;
- uitbouw spoorwegnet;
- de stichting van de Koninklijke Bibliotheek van België.

## Samenstelling
Oorspronkelijk telde de regering 3 katholieke, 2 liberale en 1 onafhankelijke ministers.
| Ambtsbekleder                          | Ambtsbekleder                      | Ambtsbekleder                               | Functie                     | Termijn                            | Partij                        |
| -------------------------------------- | ---------------------------------- | ------------------------------------------- | --------------------------- | ---------------------------------- | ----------------------------- |
|                                        |                                    | Barthélemy de Theux de Meylandt (1794-1874) | Minister Binnenlandse Zaken | 4 augustus 1834 - 18 april 1840    | Katholieken                   |
| Minister ad interim Buitenlandse Zaken | 13 december 1836 - 13 januari 1837 | Barthélemy de Theux de Meylandt (1794-1874) |                             |                                    | Katholieken                   |
| Minister Buitenlandse Zaken            | 13 januari 1837 - 18 april 1840    | Barthélemy de Theux de Meylandt (1794-1874) |                             |                                    | Katholieken                   |
|                                        |                                    | Felix de Mûelenaere (1793-1862)             | Minister Buitenlandse Zaken | 4 augustus 1834 - 13 december 1836 | Katholiek                     |
|                                        |                                    | Antoine Ernst (1796-1841)                   | Minister Justitie           | 4 augustus 1834 - 4 februari 1839  | Liberaal                      |
|                                        |                                    | Edouard d'Huart (1800-1884)                 | Minister Financiën          | 4 augustus 1834 - 4 februari 1839  | Liberaal                      |
|                                        |                                    | Louis Evain (1775-1852)                     | Minister-Directeur Oorlog   | 4 augustus 1834 - 19 augustus 1836 | extraparlementair             |
|                                        |                                    | Félix de Mérode (1791-1857)                 | Lid van de Ministerraad     | 4 augustus 1834 - 18 februari 1839 | Katholieken                   |
| Minister ad interim Financiën          | 4 februari 1839 - 18 februari 1839 | Félix de Mérode (1791-1857)                 |                             |                                    | Katholieken                   |
|                                        |                                    | Jean-Pierre Willmar (1790-1858)             | Minister Oorlog             | 19 augustus 1836 - 18 april 1840   | extraparlementair (katholiek) |
| Minister ad interim Financiën          | 18 februari 1839 - 5 april 1839    | Jean-Pierre Willmar (1790-1858)             |                             |                                    | extraparlementair (katholiek) |
|                                        |                                    | Jean-Baptiste Nothomb (1805-1881)           | Minister Openbare Werken    | 13 januari 1837 - 18 april 1840    | Liberaal                      |
| Minister ad interim Justitie           | 4 februari 1839 - 8 juni 1839      | Jean-Baptiste Nothomb (1805-1881)           |                             |                                    | Liberaal                      |
|                                        |                                    | Léandre Desmaisières (1794-1864)            | Minister Financiën          | 5 april 1839 - 18 april 1840       | Katholiek                     |
|                                        |                                    | Jean Raikem (1787-1875)                     | Minister Justitie           | 8 juni 1839 - 18 april 1840        | Katholiek                     |

### Herschikkingen
- Op 13 december 1836 neemt Felix de Mûelenaere ontslag als minister van Buitenlandse Zaken. Dit gebeurde na een conflict met Barthélémy de Theux de Meylandt over de mogelijke benoeming van Jacques Coghen tot minister van Staat. de Theux nam zijn departement over en combineerde dit met Binnenlandse Zaken.
- Op 19 augustus 1836 wordt Louis Evain vervangen als minister van Oorlog door Jean-Pierre Willmar.
- Op 4 februari 1839 namen de ministers Antoine Ernst en Edouard d'Huart ontslag omdat ze niet akkoord gingen met de uitvoering van het Verdrag der XXIV Artikelen, waardoor België het huidige Nederlands-Limburg en Groot-Hertogdom Luxemburg verloor. Hierdoor kwam het unionisme feitelijk ten einde, en werd de regering-de Theux de eerste niet-unionistische regering van België. De portefeuille van Justitie werd waargenomen door Jean-Baptiste Nothomb en later overgenomen door Jean Raikem. Financiën werd eerst waargenomen door Félix de Mérode en nadien door Jean-Pierre Wilmar. Daarna werd Léandre Desmaisières minister van Financiën.
- Op 18 februari 1839 nam Félix de Mérode ontslag als lid van de ministerraad.